# BYO Records
BYO Records es una casa discográfica que surgió en 1982 de Los Ángeles, California. Sus grupos son fundamentalmente de Punk y Rock independiente. Sus creadores son los hermanos Shawn Stern y Mark Stern, dos de los tres hermanos que componen Youth Brigade (el tercer hermano, Adam Stern, no participa en la dirección del sello).
La compañía discográfica promueve la cultura punk como algo positivo, haciendo apología de la verdadera actitud que según ellos cambió el mundo hace algunas décadas. Importantes grupos del movimiento, como NOFX, Rancid o Anti-Flag, pertenecen o han pertenecido a esta compañía.
En 1999 comenzaron a producir la BYO Split Series, una colección de discos en la que participan cada vez dos de las bandas más emblemáticas del sello.
BYO Records celebrará su 25 aniversario en 2007.